# Teorema de Schröder-Bernstein
El Teorema de Schröder-Bernstein (també conegut com a Teorema de Cantor-Bernstein o com a Teorema de Cantor-Schröder-Bernstein) afirma que:
Si cadascun dels dos conjunts A i B són equivalents a un subconjunt de l'altre, aleshores A i B són equivalents.
Aquest teorema és fonamental per a garantir l'ordre estricte dels Nombres cardinals.
Segons sembla, va ser demostrat per Richard Dedekind el 1887, però no ho va publicar. El 1895, va ser enunciat per Georg Cantor a conseqüència de l'ordre lineal dels Nombres cardinals, però no el va demostrar. El 1896 Ernst Schröder va publicar una demostració que contenia un error, que va ser finalment rectificat, per un jove Felix Bernstein, fill d'un amic de Georg Cantor. Aquesta demostració de Bernstein, va ser publicada l'any següent per Émile Borel en el seu llibre sobre funcions.